# Antonio Circignani
Antonio Circignani (ur. 1560 w Città della Pieve, zm. 1620) – włoski malarz tworzący w okresie późnego manieryzmu i wczesnego baroku.

## Życiorys
Był synem malarza Niccolò Circignaniego, po którym odziedziczył przydomek Pomarancio, odnoszący się do ich rodzinnej miejscowości. Przy realizacji większości wczesnych zleceń współpracował z ojcem.

## Znane dzieła

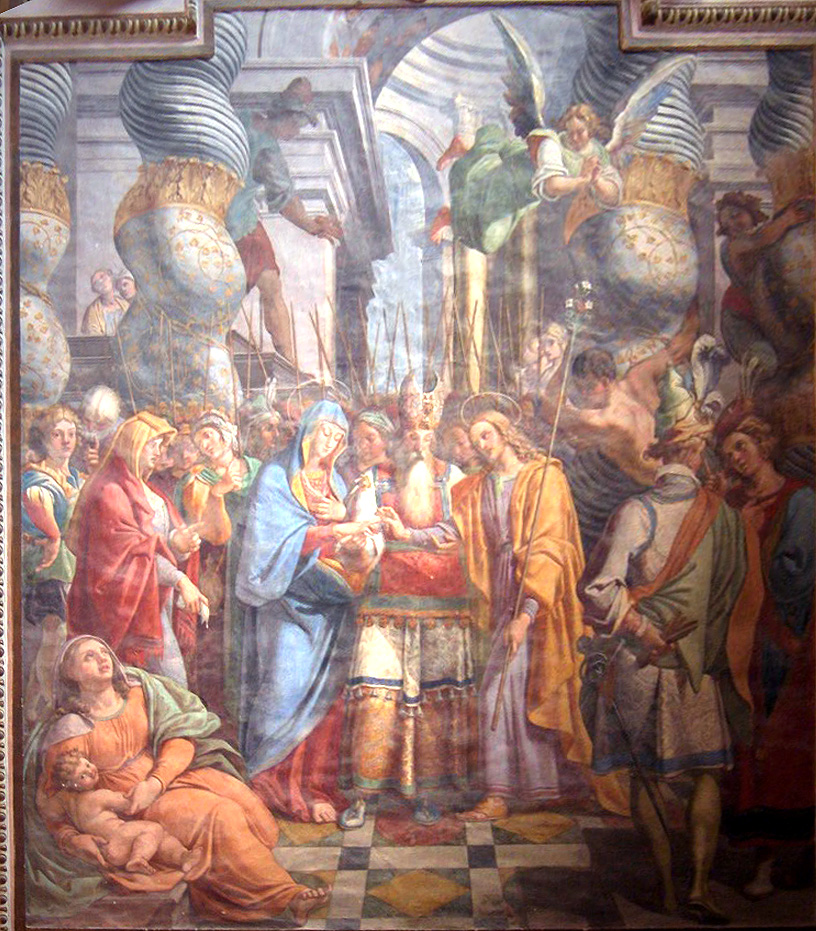
Zaślubiny NMP, 1606, Bazylika Santa Maria dei Angeli, Asyż

- Zaślubiny Najświętszej Maryi Panny i Ofiarowanie w świątyni, bazylika Santa Maria dei Angeli w Asyżu.
- Czterej Ewangeliści, obecnie w Museo di San Francesco w San Marino.
- Święta Trójca, kościół Chiesa della Santissima Trinita, Foiano della Chiana.